# William Hickling Prescott
William Hickling Prescott (ur. 4 maja 1796 w Salem, Massachusetts, zm. 1859 w Bostonie) – historyk amerykański. Początkowe nauki pobierał w mieście rodzinnym, a ukończył je w Bostonie. Przeznaczony do zawodu prawnego, musiał odstąpić od tego zamiaru z powodu utraty jednego oka i nadwyrężenia siły wzroku drugiego. Nie wyleczywszy się całkowicie podczas dwuletniego pobytu w Europie, musiał po powrocie wyrzec się wszelkiego udziału w sprawach publicznych i poświęcił się wyłącznie naukom, a zwłaszcza studiom historycznym. Po dziesięcioletniej pracy ogłosił pierwsze swe znakomitej wartości dzieło: "History of Ferdinand and Isabella" (Boston i Londyn, 1838), które zostało przetłumaczone na kilka języków. Sławę zaś historyka ugruntował dziełem "History of the conquest of Mexico" (3 t., Boston, 1843). Nie zmniejszył jej bynajmniej pracami "History of the conquest ot Peru" (3 t. Boston, 1847) i "History of the reign of Philip II, King of Spain" (3 t., 1855-58; tłumaczenie polskie Warszawa, 1874). Rozprawy Prescotta umieszczane w North-American Review wyszły pt.: "Biographical and critical miscellanies" (Londyn, 1843), inne zaś pisma drobniejsze wydał w dziele: "Critical essays" (Londyn, 1852). 
Zbiorowe wydanie jego prac wyszło w Filadelfii 1874-1875 w 15 tomach, kolejne w Londynie 1887, w 6 tomach. Biografię Prescotta napisał George Ticknor w "Life of Prescott" (Boston, 1864).